# Талашманиха (Бабаевский район)
Талашманиха — деревня в Бабаевском районе Вологодской области.
Входит в состав Санинского сельского поселения, с точки зрения административно-территориального деления — в Санинский сельсовет.
Расположена на берегах реки Сорка. Расстояние по автодороге до районного центра Бабаево составляет 33 км, до центра муниципального образования деревни Санинская — 7 км. Ближайшие населённые пункты — Ванда, Максимово, Сорка.
Население по данным переписи 2002 года — 21 человек (9 мужчин, 12 женщин). Всё население — русские.